# Eugen Bornhauser
Eugen Bornhauser (* 31. Juli 1887 in Waldshut-Tiengen; † 7. November 1957 in Coburg) war ein deutscher Kommunalpolitiker. Er war von 12. Mai 1945 bis 19. Dezember 1945 Oberbürgermeister der Stadt Coburg.

## Leben
Eugen Bornhauser war Sohn von Rudolf Bornhauser und Emilie Bornhauser, geborene Pfander. Nach dem Besuch einer Volksschule und eines Gymnasiums absolvierte er ein Studium auf Lehramt. 1908 erhielt er das Staatsexamen als Gewerbeschullehrer und kam 1910 nach Coburg. Bornhauser nahm am Ersten Weltkrieg als Oberleutnant teil und wurde mehrfach ausgezeichnet. Nach Kriegsende arbeitete er wieder an der Gewerbeschule in Coburg. Im Jahr 1922 wurde er an der Friedrich-Alexanders-Universität Erlangen promoviert, seine Doktorarbeit hatte den Titel Die Verfassungsgeschichte des Herzogtums Coburg im 19. Jahrhundert.
Am 12. Mai 1945 wurde Bornhauser von den Amerikanern zum Oberbürgermeister Coburgs ernannt. Am 19. Dezember 1945 trat er von diesem Amt zurück. Er war von 1945 bis 1947 Vorsitzender der Coburger Landesstiftung.
Im Jahr 1947 gründete Bornhauser durch den Zusammenschluss mehrerer Coburger Turnvereine die Coburger Turnerschaft. Bornhauser starb nach schwerer Krankheit am 7. November 1957 in Coburg.